# Saint-Quentin-sur-Isère
Saint-Quentin-sur-Isère è un comune francese di 1 326 abitanti situato nel dipartimento dell'Isère della regione dell'Alvernia-Rodano-Alpi.

## Società

### Evoluzione demografica
Abitanti censiti